# Lasius colei
Lasius colei es una especie de hormiga del género Lasius, tribu Lasiini, familia Formicidae. Fue descrita científicamente por Wing en 1968.

## Distribución
Se distribuye por los Estados Unidos.

## Hábitat
Habita debajo de piedras y rocas y cerca de arroyos.